# Bodtjärnen (Revsunds socken, Jämtland, 697540-147802)
Bodtjärnen är en sjö i Bräcke kommun i Jämtland och ingår i Ljungans huvudavrinningsområde.